# سانسا اف‌سی.۱۲
سانسا اف‌سی. ۱۲ (به انگلیسی: CANSA_FC.12) یک هواگرد ملخ‌پیشین تک‌موتوره از نوع تهاجم زمینی ساخت شرکت Construzioni Aeronautiche Novaresi S.A. (FIAT) (CANSA) است. هواگرد سانسا اف‌سی. ۱۲ نخستین پروازش را در ۱۹۴۰ میلادی انجام داد. در مجموع، تعداد ۱۱ فروند از این هواگرد ساخته شده‌است.